# Biblioteca universitaria de Oslo
La Biblioteca Universitaria de Oslo (en noruego: Universitetsbiblioteket i Oslo, abreviado UBO) es un órgano perteneciente a la Universidad de Oslo. 
Georg Sverdrup la fundó en 1811, funcionando en sus inicios como Biblioteca Nacional de Noruega. El edificio actual, situado en la Puerta Henrik Ibsens, data de 1913.
Desde 1989 es una de las dos sedes de la Biblioteca Nacional de Noruega. Desde 1998 es también la biblioteca universitaria de la Universidad de Oslo.